# Logan Edra
Logan Elanna Edra (Chula Vista, 8 de mayo de 2003), conocida por su apodo B-Girl Logistx, es una breakdancer estadounidense. Se clasificó para los Estados Unidos en los Juegos Olímpicos de París 2024, presentando el debut del breakdance en los Juegos Olímpicos.

## Biografía
Edra nació el 8 de mayo de 2003 en Chula Vista, California, y tiene ascendencia filipina. Tomó clases de ballet cuando era joven, pero no pudo continuar debido a los costos asociados con las clases. Cuando tenía siete años, su padre le sugirió que probara clases de baile hip-hop; Edra dijo que «le dije a mi papá que no quería intentarlo, que tenía miedo, pero él quería que lo intentara». Ella dijo que él respondió engañándola para que asistiera a las clases, diciéndole que en su lugar asistiría a clases de arte. Según la NBC: «Se enganchó rápidamente, inspirada por su profesora de B-girl y la sensación de felicidad que le proporcionaba el hip-hop. Las clases de hip-hop rápidamente se convirtieron en clases de [break dance], y su carrera continuó a partir de ahí».
Edra fue apodada «Logistx» por su padre cuando tenía 10 años y siguió un estricto programa para desarrollarse como bailarina, que incluía clases degimnasia. Comenzó a competir en competiciones de breaking y ganó el torneo Silverback Open B-Girl en Filadelfia en 2018. En 2020, viajó a Singapur y ganó la competencia Junior 7 para romper humo. Por esa época, se mudó al sur de Florida, donde más tarde abrió un estudio de danza. Compitió en la Final Mundial del Red Bull BC One en 2021 y ganó el título, convirtiéndose en la ganadora más joven y la primera ganadora estadounidense en la categoría femenina. Edra luego ganó una medalla de bronce en el Campeonato Panamericano WDSF 2023 y fue seleccionada para la Serie Clasificatoria Olímpica de 2024; su actuación allí la llevó a ser elegida para competir por los Estados Unidos en los Juegos Olímpicos de París 2024, la primera vez que el break dance se presentó en los juegos.